# Корбера
Корбера (валенс. Corbera, ісп. Corbera) — муніципалітет в Іспанії, у складі автономної спільноти Валенсія, у провінції Валенсія. Населення — 3330 осіб (2010).

## Географія
Муніципалітет розташований на відстані близько 320 км на південний схід від Мадрида, 34 км на південь від Валенсії.

## Демографія
Динаміка населення (INE ):

## Галерея зображень

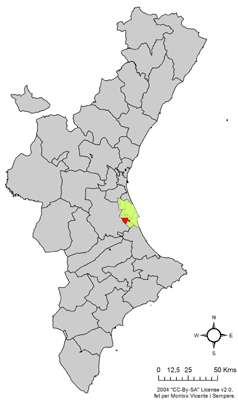
Розташування муніципалітету у автономній спільноті Валенсія
Розташування муніципалітету Корбера у комарці Рібера-Баха